# G.I. Blues (album)
G.I. Blues is een muziekalbum van de Amerikaanse zanger Elvis Presley. Het is de soundtrack van de gelijknamige film, die op 4 november 1960 in première ging. Het album kwam een maand eerder, op 1 oktober 1960, op de markt.
Het album stond zes weken op de eerste plaats in de Billboard 200, de Amerikaanse albumhitparade, en was een platina plaat in de Verenigde Staten. Ook in het Verenigd Koninkrijk haalde de plaat de eerste plaats. In Nederland en Vlaanderen werden in die tijd nog geen hitlijsten voor albums bijgehouden.

## Nummers
| Nr. | Titel                        | Schrijver(s)                                            | Duur |
| --- | ---------------------------- | ------------------------------------------------------- | ---- |
| 1.  | Tonight is so right for love | Abner Silver en Sid Wayne                               | 2:14 |
| 2.  | What's she really like       | Abner Silver en Sid Wayne                               | 2:17 |
| 3.  | Frankfort Special            | Sid Wayne en Sherman Edwards                            | 2:58 |
| 4.  | Wooden heart                 | Ben Weisman, Fred Wise, Kathleen Twomey, Bert Kaempfert | 2:03 |
| 5.  | G.I. Blues                   | Sid Tepper en Roy C. Bennett                            | 2:36 |

| Nr. | Titel                 | Schrijver(s)                                  | Duur |
| --- | --------------------- | --------------------------------------------- | ---- |
| 1.  | Pocketful of rainbows | Ben Weisman en Fred Wise                      | 2:35 |
| 2.  | Shoppin' around       | Aaron Schroeder, Sid Tepper en Roy C. Bennett | 2:24 |
| 3.  | Big boots             | Sid Wayne en Sherman Edwards                  | 1:31 |
| 4.  | Didja' ever           | Sid Wayne en Sherman Edwards                  | 2:36 |
| 5.  | Blue suede shoes      | Carl Perkins                                  | 2:07 |
| 6.  | Doin' the best I can  | Doc Pomus en Mortimer Shuman                  | 3:10 |

| Nr. | Titel                        | Schrijver(s)                                  | Duur |
| --- | ---------------------------- | --------------------------------------------- | ---- |
| 1.  | Tonight's all right for love | Sid Wayne en Abner Silver                     | 1:21 |
| 2.  | Big boots                    | Sid Wayne en Sherman Edwards                  | 1:14 |
| 3.  | Shoppin' around              | Aaron Schroeder, Sid Tepper en Roy C. Bennett | 2:15 |
| 4.  | Frankfort Special            | Sid Wayne en Sherman Edwards                  | 2:25 |
| 5.  | Pocketful of rainbows        | Ben Weisman en Fred Wise                      | 2:47 |
| 6.  | Didja' ever                  | Sid Wayne en Sherman Edwards                  | 2:42 |
| 7.  | Big boots                    | Sid Wayne en Sherman Edwards                  | 0:58 |
| 8.  | What's she really like       | Abner Silver en Sid Wayne                     | 2:24 |
| 9.  | Doin' the best I can         | Doc Pomus en Mortimer Shuman                  | 3:17 |

## Singles van het album
Enkele nummers van het album zijn als single verschenen:
- In Japan en Griekenland, december 1960: G.I. Blues / Doin' the best I can
- In o.a. het Verenigd Koninkrijk, Nederland, België en Duitsland, november 1960: Wooden heart / Tonight is so right for love[6]
- In Italië, januari 1961: Wooden heart / G.I. Blues